# Dariusz Grzywiński
Dariusz Edward Grzywiński (ur. 8 lutego 1965 w Międzyrzeczu) – polski, zapaśnik, trener, olimpijczyk z Seulu 1988, Barcelony 1992.
Zawodnik walczący w stylu wolnym w wadze koguciej. Mistrz Polski w latach 1988–1992, 1996–1997.
Uczestnik mistrzostw świata w Warnie (1991) podczas których zajął 8. miejsce w kategorii 62. kg
Czterokrotny uczestnik (w kategorii 57 kg) mistrzostw Europy: w Poznaniu (1990) – 4. miejsce, Stuttgarcie (1991) – 9. miejsce, Kopenhadze (1992) – 7. miejsce, Freiburgu (1995) – 9. miejsce.
Na igrzyskach w 1988 roku wystartował w wadze koguciej odpadając w eliminacjach. Na kolejnych igrzyskach wystartował w kategorii piórkowej również odpadając w eliminacjach.
Jako zawodnik trenował kolejno w klubach: Orlęta Gorzów Wielkopolski, GKS Tychy, AZS AWF Warszawa i Grunwald Poznań.
Po zakończeniu kariery sportowej podjął pracę trenera. Był trenerem reprezentacji Polski przed igrzyskami w Atenach.